# 8456-os mellékút (Magyarország)
A 8456-os számú mellékút egy rövid, kevesebb, mint 2 kilométer hosszú, négy számjegyű országos közút Vas vármegye területén; Mesteri község és a tőle délre fekvő települések összekapcsolását szolgálja.

## Nyomvonala
Vásárosmiske és Kemeneskápolna határvonalán ágazik ki a két községet összekötő 8433-as útból, annak az 5+500-as kilométerszelvénye közelében, észak felé. Majdnem egy kilométeren át a határvonalat követi, majd elhalad a két előbbi település és Mesteri hármashatára mellett, a továbbiakban már ez utóbbi határai közt folytatódik. 1,2 kilométer után lép be a falu házai közé, ott a Kossuth Lajos utca nevet veszi fel. Alsómesteri településrész központjában ér véget, beletorkollva a 8432-es útba, annak a 7+150-es kilométerszelvénye közelében.
Teljes hossza, az országos közutak térképes nyilvántartását szolgáló kira.gov.hu adatbázisa szerint 1,961 kilométer.

## Települések az út mentén
- (Kemeneskápolna)
- (Vásárosmiske)
- Mesteri